# Catherine Meimon Nisenbaum
Catherine Meimon Nisenbaum est une avocate spécialisée en droit du dommage corporel et en droit des assurances.

## Engagement dans le domaine du handicap
Catherine Meimon Nisenbaum intervient régulièrement sur les questions liées au handicap, notamment en lien avec la réparation du préjudice corporel.
Depuis 2004, elle publie de nombreux articles de vulgarisation juridique dans le magazine en ligne Yanous, dédié aux personnes en situation de handicap, en collaboration avec son fondateur Laurent Lejard. Ensemble, ils ont également coécrit l’ouvrage de vulgarisation Indemnisations et handicaps : l’avocat et le journaliste.
En tant que spécialiste du droit lié au préjudice corporel et des handicaps liés, elle participe aux premiers États généraux du handicap en 2005, où elle copilote avec l’architecte Nadia Sahim le forum « Vie autonome et citoyenne » consacré à l’accessibilité. Les travaux de ce forum ont contribué à la mise en œuvre concrète de la loi sur l’accessibilité du cadre bâti, notamment à travers des recommandations sur la signalétique, le balisage sensoriel, et la formation des architectes à la conception inclusive.
Elle est régulièrement sollicitée par des revues spécialisées sur le handicap en tant qu'avocate experte pour expliquer des termes, des procédures ou donner son avis sur des affaires. Ainsi, elle intervient dans plusieurs publications consacrées à ce domaine, notamment sur les enjeux d’indemnisation.

## Participation à l’amélioration de la prise en charge juridique des victimes
Catherine Meimon Nisenbaum est impliquée dans plusieurs actions visant à améliorer la reconnaissance et l’indemnisation des victimes de dommages corporels, tant sur le plan juridique qu’institutionnel. 
Entre 2012 et 2013, elle est membre d’un groupe de travail du Conseil national de l’aide aux victimes (CNAV), chargé de formuler des propositions pour améliorer la prise en charge des victimes d’infractions routières .
Elle se mobilise par ailleurs dans le débat public sur la barémisation de l’indemnisation des victimes, qu’elle considère contraire au principe de réparation intégrale consacré en droit français. Elle défend cette position dans des publications spécialisées, ainsi que lors d’interventions médiatiques.

## Contribution jurisprudentielle au droit du dommage corporel
Plusieurs affaires défendues par Maître Meimon Nisenbaum ont eu un retentissement médiatique important et ont contribué à faire évoluer la jurisprudence en matière de préjudice corporel.
Elle intervient notamment dans l'affaire Fabrice Chevalet, un accident de la route ayant laissé la victime hémiplégique et aveugle. Le journaliste scientifique Michel Chevalet, le père de la victime, a publié en 2005 un livre intitulé "Quand tout bascule : ça n'arrive pas qu'aux autres", où il décrit les conséquences de l'accident sur la vie de son fils et démarches entreprises pour obtenir une indemnisation auprès des compagnies d'assurance avec le concours de Maître Catherine Meimon Nisenbaum.
La médiatisation du procès, notamment à travers la parole de Michel Chevalet, a sensibilisé l’opinion publique aux enjeux de l’indemnisation des préjudices corporels lourds.
Elle est également l'avocate d'une femme victime d'une erreur médicale en 2007, à la suite d'une séance de kinésithérapie. La condamnation inédite d'un kinésithérapeute en France pour erreur médicale ainsi que le montant élevé de l'indemnisation, ont suscité un vif intérêt médiatique.
En 2018, elle assure la défense d'un jeune accidenté de la route, obtenant pour lui une indemnisation de plus de 11 millions d'euros. Cette indemnité était jusque lors inhabituelle pour un déficit fonctionnel permanent évalué à 65%, des montants similaires étant généralement réservés à des taux d'invalidité supérieurs,.

## Diffusion et accessibilité des savoirs sur le dommage corporel
Maître Catherine Meimon Nisenbaum est régulièrement citée dans la presse, invitée dans les médias, et sollicitée par des associations spécialisées, notamment dans les domaines du handicap et de la santé en tant qu'experte du préjudice corporel,.
En 2006, elle publie, en collaboration avec le docteur Etienne Grondard, le Guide de l'indemnisation : Juridique-médical-social, présenté comme le premier ouvrage abordant de manière transversale les dimensions juridiques, médicales et sociales de la réparation du dommage corporel. Conçu en réponse aux besoins d’information des victimes, ce guide de plus de 300 pages propose des définitions claires pour environ 700 termes techniques liés à l’indemnisation. Il a été réédité en 2011. Il est très souvent cité comme référence dans les ouvrages spécialisés dans le droit ou parlant de handicap, ainsi que par les associations dédiées au handicap,.
Certains de ses articles relatant des affaires judiciaires ont été repris dans des ouvrages à visée pédagogique, notamment Handicap et sexualité : Le Livre blanc de Marcel Nuss (2008), ou encore dans des manuels de préparation aux concours médico-administratifs.